# المغراويون
الدولة المغراوية دولة  نشأت في شرق الجزائر في جبال الأوراس ثم تلمسان بعد الدولة الإدريسية (987-1070)، وحكمها المغراويون. تميزت بقصر مدتها (أقل من 100 سنة).

## نشأتهم
المغراويون هم بنو مغراوة وهي إحدى قبائل زناتة سلالة أمازيغية تولت الحكم من جبال الأوراس حتى المحيط الأطلسي، بين 986 -1070 م. قبيلة مغراوة كانت من أول القبائل الأمازيغية اعتناقاً للإسلام وساندوا عقبة بن نافع في حملته للأطلسي في 683. وأصبحوا من الخوارج في القرن الثامن، وتحالفوا مع الأدارسة.

### التحالف مع بني أمية
في القرن العاشر تحالفوا مع أمويي الأندلس (قرطبة). نتيجة لهذا التحالف عَلَق المغراويون في النزاع الأموي الفاطمي في المغرب. وبالرغم من انتصارهم على حلفاء الفاطميين في 924، إلا أنهم أنفسهم انقلبوا حلفاء للفاطميين. وعندما عادوا للتحالف مع أمويي قرطبة، طُردوا من وسط المغرب الأقصى على يد الزيريين، الذين حكموا نيابة عن الفاطميين. إلا أنهم سنة 980، تمكنوا من طرد المكناسة من سجلماسة.

### السيطرة على المغرب
تحت قيادة زيري بن عطية (ت. 1001)، تمكن المغراوة من بسط نفوذهم إلى فاس، ووسعوا دولتهم على حساب بني يفرن. وحين قامت ثورة ضد الأمويين، تمكن المنصور الأموي من إخمادها، إلا أن المغراوة تمكنوا من استعادة السيطرة على فاس. وتحت الحكام المتعاقبين، المعز (1001 - 1026)، حمامة (1026 - 1039) ودوناس (1039)، تمكن المغراويون من ترسيخ حكمهم في شمال ووسط المغرب.

### نهايتهم
خاضوا أخيرًا حربًا موصولة على العرب الهلالية منذ منتصف القرن الخامس الهجري.و معارك مع الحماديون انتهت بهزم القائد ابن حماد ـ خليفة حماد ـ حمامة ابن معز بن زيري بن عطية، وأكره ابن عمه المعز بن باديس الزيري على عقد صلح معه عام 443 هـ، 1051 م. وحدث بعد ذلك أن قضى العرب الهلالية على سلطان بني زيري بالقيروان عام 443 هـ، 1051 م. التناحر الداخلي بعد 1060 مكن المرابطين من هزيمتهم في 1070، ووضع نهاية لحكمهم.

## قائمة الأمراء
- مقاتل بن عطية المغراوي - وحكم بين 986-988
- زيري بن عطية المغراوي - وحكم بين 989-1001
- المعز بن زيري بن عطية - وحكم بين 1001-1026
- حمامة بن المعز بن عطية - وحكم بين 1026-1033
- أبو كمال تميم بن زيري بن يعلى اليفرني - وحكم بين 1033-1038
- حمامة بن المعز بن عطية - وحكم بين 1038-1040
- أبو العطاف دوناس بن حمامة - وحكم بين 1040-1059
- حصار فاس - وحكم بين 1040-1044
- الفتوح بن دوناس - وحكم بين 1059 - 1062
- عجيسة بن دوناس - وحكم بين 1059-1061

### أمراء سجلماسة
- خزرون بن فلفول
- وانودين بن خزرون
- مسعود بن وانودين

## وصلات خارجية
- تاريخ ابن خلدون المسمى، بكتاب العبر وديوان المبتدأ والخبر في أيام العرب والعجم والبربر ومن عاصرهم من ذوي السلطان الأكبر، ابن خلدون.